# Giờ vàng (y học)

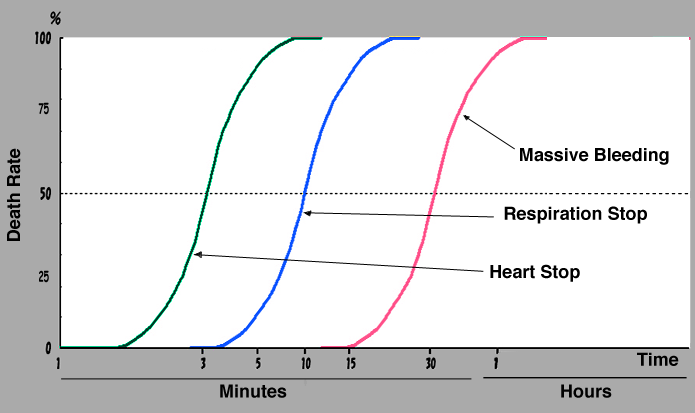
Nguyên tắc giờ vàng

Giờ vàng đề cập đến khoảng thời gian sau chấn thương trong đó điều trị y tế và phẫu thuật kịp thời sẽ có khả năng cao nhất ngăn ngừa được tử vong. Mặc dù ban đầu được định nghĩa là một giờ, khoảng thời gian chính xác phụ thuộc vào bản chất của chấn thương và có thể nhiều hơn hoặc ít hơn 1 giờ. Một điều chắc chắn là cơ hội sống sót của người đó là lớn nhất nếu họ được chăm sóc trong một khoảng thời gian ngắn sau khi bị thương nặng; tuy nhiên, không có bằng chứng nào cho thấy tỷ lệ sống sót giảm sau 60 phút. Một số người đã sử dụng thuật ngữ này để chỉ nguyên tắc cốt lõi của can thiệp nhanh chóng trong các trường hợp chấn thương, thay vì ý nghĩa hẹp của khoảng thời gian một giờ quan trọng.

## Khái niệm chung
Các trường hợp chấn thương nặng, đặc biệt là chảy máu trong, cần can thiệp bằng phẫu thuật. Các biến chứng như sốc có thể xảy ra nếu người đó không được chữa trị một cách thích hợp và khẩn trương. Do đó, việc cần ưu tiên là vận chuyển những người bị chấn thương nặng nhanh nhất có thể, đến với các chuyên gia, thường có mặt tại một trung tâm chấn thương của bệnh viện, để điều trị. Bởi vì một số chấn thương có thể khiến sức khỏe của người bệnh xấu đi cực kỳ nhanh chóng, thời gian trễ giữa chấn thương và điều trị nên được giữ ở mức tối thiểu; điều này đã được chỉ định là không quá 60 phút, sau thời gian đó, tỷ lệ sống sót cho những người bị chấn thương kéo dài được cho là giảm đáng kể.
Khuyến nghị cho các dịch vụ y tế khẩn cấp là ít hơn 10 phút tại vị trí chấn thương trước khi người bệnh được vận chuyển đi.